# Педагогічна цінність есперанто
Педагогі́чна ці́нність еспера́нто або пропедевтичний ефект есперанто — вплив есперанто на подальше вивчення інших мов. Численні дослідження підтверджують що знання есперанто значно полегшує вивчення іноземних мов. Оволодіти граматикою цієї мови можна набагато швидше і простіше, тому є прямий сенс розпочинати вивчення іноземних мов саме з есперанто.
Ще в 1908 році, в статті «Esperanto kiel propedeŭtiko de lingvoj» («Есперанто як пропедевтика мов»), Антоній Грабовський привертав увагу до пропедевтичної цінності есперанто, він доводив на практиці, в якій мірі попереднє вивчення есперанто допомагає вчити французьку і латинську мови.

## Дослідження
Починаючи з 1920-x років було проведено кілька педагогічних експериментів:
- 1925–1931, Колумбійський університет, Нью-Йорк, США: 20 годин вивчення есперанто дали більш високий результат, ніж 100 годин французької, німецької, італійської чи іспанської мов.
- 1947–1951, Шеффілд, Велика Британія (починаючи з 1948 також у Манчестері): дитина засвоює есперанто за 6 місяців приблизно настільки, наскільки вона засвоює французьку за 4-5 років; після декількох місяців вивчення есперанто діти досягають великих успіхів у вивченні інших мов.
- 1958–1963, Літня школа, Фінляндія: під контролем Міністерства освіти було виявлено, що після курсу есперанто учні змогли досягти вищого рівня в німецькій мові, ніж ті, хто вчив тільки німецьку (навіть якщо вчили її довше).
- 1962–1963, Будапештський університет, Угорщина: порівняння між есперанто, російською, англійською та німецькою; вчити есперанто виявилося набагато простіше, ніж інші мови.
- 1983–1988, середня школа Rocca di San Salvatore, Генуя, Італія : учні, які вчили спочатку есперанто, а потім французьку, досягли вищого рівня, ніж ті, які вчили тільки французьку.